# Oxyacanthus captiosus
Oxyacanthus captiosus är en insektsart som först beskrevs av De Lotto 1969.  Oxyacanthus captiosus ingår i släktet Oxyacanthus och familjen ullsköldlöss. Inga underarter finns listade i Catalogue of Life.